# René Pouret
Pour les articles homonymes, voir Pouret.
René Pouret, né à Liège le 18 décembre 1891, mort à Liège le 23 avril 1979, est un journaliste belge et un militant wallon.

## Biographie
(juillet 2024).
Docteur en droit de l'Université de Liège il entame sa carrière comme journaliste à 18 ans. Il collaborera notamment à L'Express, La Meuse et puis finalement La Dernière Heure. IL est aussi très jeune en contact avec les milieux libéraux liégeois par son père avocat à la Cour d'appel de Liège. Il traite de sujets politiques, des affaires judiciaires et de thèmes culturels.

Il fonde en 1920 les Amis des libéraux de Liège. Il sera membre du Conseil provincial de la Province de Liège de 1925 à 1965. Il fera aussi partie de la députation permanente de Liège; deviendra également échevin de l'instruction publique de la ville de Liège de 1958 à 1976 Il est membre du Comité de la Ligue d'action wallonne de Liège en 1924. Il collabore dès les débuts à L'Action wallonne, exprime sa haine du fascisme belge de Léon Degrelle et écrit à la veille des élections communales de 1938 : 
« Ouvrir à Rex les portes d'un collège échevinal, c'est, sur le terrain local trahir la Wallonie. »
Dès 1940 il fait partie du Groupe W, contribue au rapprochement avec le groupe Sambre et Meuse, qui finiront par former la Wallonie libre clandestine (avril 1941). Il participe également aux travaux du Rassemblement démocratique et socialiste wallon où il s'oppose avec Fernand Dehousse à la solution réunioniste ou indépendantiste. Mais dès lors que les contacts du Rassemblement démocratique se multiplient avec les socialistes proprement dits, notamment ceux du Monde du travail de Maurice Denis, il démissionne de cette organisation (21 juin 1943), car il estime qu'il faut aboutir à un cartel et non à un nouveau parti.
À la Libération, il définit la Wallonie dans Wallonie libre constatant notamment son manque d'unité mais son intégrité française. Il rédige également un projet d'État fédéral où il précise la place de Région de Bruxelles-Capitale, en adjoignant aux 16 communes déjà bilingues ainsi que Berchem-Sainte-Agathe, Ganshoren et Evere qui n'étaient pas encore bilingues à l'époque mais faisaient partie de la Flandre. Il décrit l'État fédéral tel qu'il existe aujourd'hui avec ses trois Régions de Belgique mais souhaite également un Sénat paritaire composé d'autant de membres wallons que flamands (90) et de 30 Bruxellois. Il ajoute (par rapport à aujourd'hui) la Justice aux compétences des Régions. Il ne tranche pas la question de la politique extérieure mais prévoit un  Gouvernement wallon, un Gouvernement flamand et un Gouvernement bruxellois dont la formation incomberait éventuellement à un Lieutenant du Roi pour les trois parties du pays. Sa pensée s'inspire des problèmes rencontrés par exemple en Écosse ou au Pays de Galles. Il se réjouit des assurances de la résolution du Congrès national en ce qui concerne les catholiques wallons et doute de la pertinence d'une proposition où les Bruxellois devraient choisir entre la nationalité flamande et wallonne, Bruxelles étant pour lui une Région à part entière. Il participe au Congrès national wallon de 1945, mais n'a guère confiance en une proposition de révision constitutionnelle étant donné que la Belgique à cette époque a un  régent à sa tête, ce qui interdit le processus de révision de la Constitution
Tout au long des années 1950, il tentera de convaincre tant les libéraux wallons que les chrétiens wallons que le Fédéralisme à trois ne représente pas de graves dangers de minorisation pour ces deux groupes. Au moment de la création  du Parti de la liberté et du progrès en 1961 qui s'ouvre aux catholiques, il s'ouvre lui aussi avec enthousiasme à cette formule tout en n'adhérant pas nécessairement aux tendances unitaristes du nouveau parti. Il se méfie aussi  de l'influence trop grande des socialistes.